# Sdružení obcí Rýmařovska
Sdružení obcí Rýmařovska je svazek obcí v okresu Bruntál, jeho sídlem je Rýmařov a jeho cílem je Regionální rozvoj, podpora cestovního ruchu. Sdružuje celkem 14 obcí a byl založen v roce 1993.

## Obce sdružené v mikroregionu
- Břidličná
- Dolní Moravice
- Dětřichov nad Bystřicí
- Horní Město
- Jiříkov
- Malá Morávka
- Malá Štáhle
- Rýmařov
- Ryžoviště
- Stará Ves
- Tvrdkov
- Velká Štáhle
- Václavov u Bruntálu
- Lomnice